# Hyposoter romani
Hyposoter romani là một loài tò vò trong họ Ichneumonidae.